# Dalia Djebbar
Pour les articles homonymes, voir Djebbar (homonymie).
Dalia Djebbar, née le 6 avril 1996 à Béjaïa, en Algérie, est une joueuse de volley-ball algérienne ,.

## Informations sur le club
- Club actuel : ASW Béjaïa